# Lago Honeoye
Il lago Honeoye è uno dei più piccoli e più occidentali dei Finger Lakes, situati nello stato di New York, negli Stati Uniti; come gli altri, è di origine glaciale e ha una forma allungata. Il suo nome deriva da una parola irochese.
L'Honeoye è il più caldo e il meno profondo tra i Finger Lakes; è alimentato dall'Honeoye Inlet, nel sud, e da esso nasce l'Honeoye Creek, un affluente del Genesee. Città vicine al lago sono Honeoye e Canadice.
Parte delle terre meridionali attorno al lago sono state acquistate dallo Stato e da organizzazioni per la conservazione dell'ambiente col fine di prevenire le costruzioni e assicurare una migliore qualità dell'acqua.